# TCU Horned Frogs

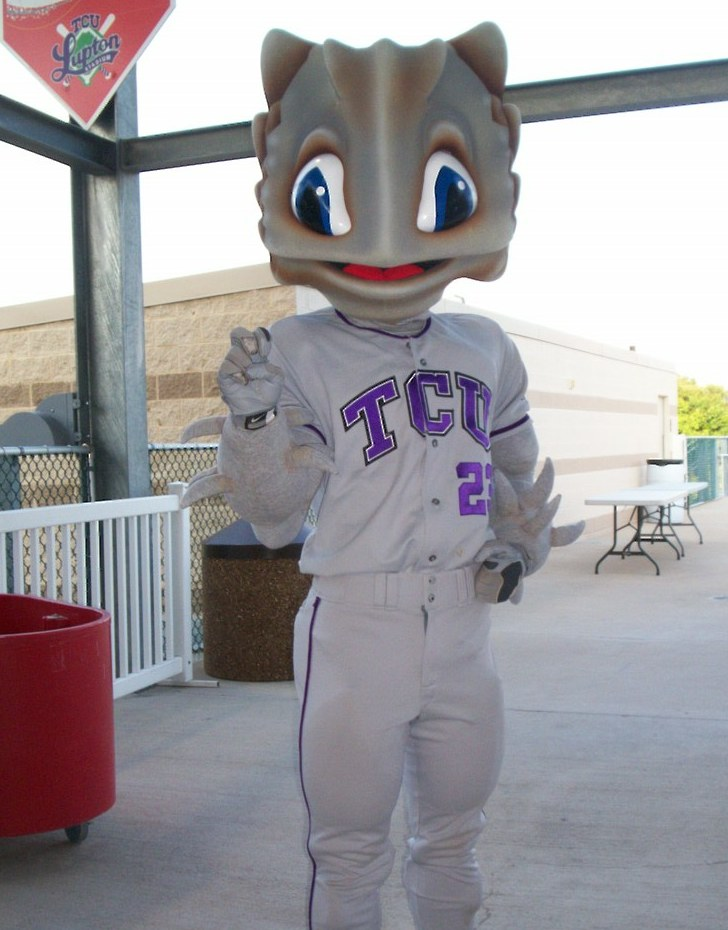
Superfrog, la mascota de TCU.

TCU Horned Frogs (español: Escuerzos de la Universidad Cristiana de Texas) es el nombre de los equipos deportivos de la Universidad Cristiana de Texas, situada en Fort Worth, Texas. Los equipos de los Horned Frogs participan en las competiciones universitarias organizadas por la NCAA, y forma parte de la Big 12 Conference desde 2012.
Los Horned Frogs comenzaron su vida deportiva en el año 1914, siendo independientes hasta 1920, cuando se unieron a la desaparecida Texas Intercollegiate Athletic Association, y, después, en 1923, a la Southwest Athletic Conference (SWC). Permanecieron allí hasta 1994, cuando 4 universidades de la conferencia, Texas, Texas A&M, Texas Tech y Baylor se unieron a la Big 8 Conference convirtiéndola en la Big 12 Conference. Esto, unido a que la Universidad de Arkansas se marchó a la Southeastern Conference dos años antes, hizo que la conferencia desapareciera. Los Horned Frogs se unieron entonces a la Western Athletic Conference (WAC), junto con SMU y Rice. En 2001 pasaron a la Conference USA, y en 2005 a la Mountain West Conference, para volver finalmente en 2012 a la Big 12 Conference.

## Programa deportivo
Los Horned Frogs tienen 20 equipos oficiales, 9 masculinos y 11 femeninos:
| - Masculino - Baloncesto - Cross - Golf - Natación - Tenis - Atletismo - Atletismo en pista cubierta - Béisbol - Fútbol americano | - Femenino - Baloncesto - Cross - Golf - Natación - Tenis - Atletismo - Atletismo en pista cubierta - Voleibol - Voleibol de playa - Fútbol - Tiro - Equitación |

## Fútbol americano

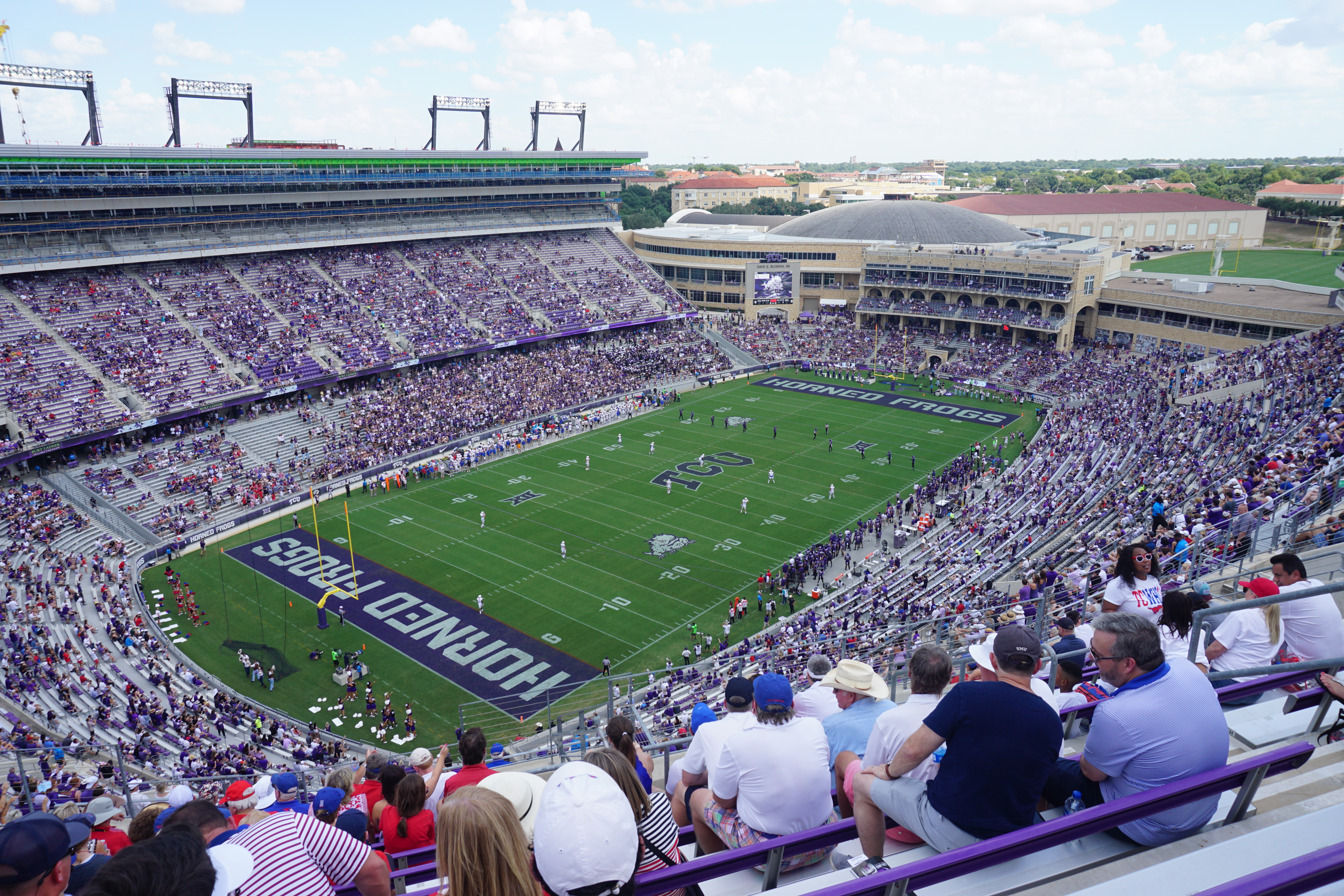
Amon G. Carter Stadium.

El equipo de fútbol americano compite desde 1896, y desde entonces, han ganado el título nacional en dos ocasiones, en 1935 y 1938. Además, han ganado el título de conferencia en 18 ocasiones, la última en 2014, teniendo también un ganador del Trofeo Heisman. Han participado en 30 bowls, consiguiendo 14 victorias, dos de ellas en la Sugar Bowl que les dieron sus dos títulos nacionales.

## Béisbol
TCU tiene equipo de béisbol desde 1896. En estos más de 100 años han llegado a la fase final de la NCAA en 6 ocasiones, 4 de ellas consecutivas entre 2004 y 2007. Además, han ganado en 10 ocasiones el título de Conferencia, la última vez en 2007.
Un total de 23 jugadores han sido elegidos All-American desde el año 1923, y 25 han sido los que han llegado a jugar en la MLB, aunque ninguno lo hace en la actualidad.

## Baloncesto
El equipo masculino de baloncesto compite desde la temporada 1908-1909. Han ganado 11 títulos de Conferencia y han llegado en 4 ocasiones a la fase final del campeonato de la NCAA, la última de ellas en 1987. Además, ha jugado el NIT en 6 ocasiones, llegando hasta cuartos de final en 3 de ellas.
Un total de 7 jugadores de los Horned Frogs han llegado a la NBA, siendo Kurt Thomas, con más de quince años de experiencia en la liga, su representante más destacado.